# Germania Express
Germania Express (zuvor Flynext) war eine deutsche Fluggesellschaft mit Sitz in Schönefeld. Seit Oktober 2012 übernahm sie den Flugbetrieb für die westafrikanische Gambia Bird im Wetlease, an der sie auch zu 90 Prozent beteiligt war.

## Geschichte

Logo von Flynext

Hans Rudolf Wöhrl – Eigentümer der Intro Aviation GmbH, die bereits Anteile an LTU Austria hielt, die zeitweise ebenfalls Flynext hieß – gab im Januar 2011 bekannt, eine neue Fluggesellschaft mit dem Namen Flynext zu gründen und mit zwei Airbus A319-100 europäische Flüge anzubieten. Hierzu erfolgte eine Beteiligung an der auf Geschäftsfliegerei spezialisierten Firma Alpha Exec mit Sitz in Schwabach.
Am 1. Juni 2011 nahm die neue Fluggesellschaft ihren Betrieb auf. Zum Erstflug startete eine A319 der FLYNEXT Luftverkehrs GmbH für die Berliner Fluggesellschaft Germania vom Flughafen Berlin-Tegel zur griechischen Insel Kos. In den folgenden Sommermonaten wollte Flynext zwei A319 exklusiv für Germania betreiben. Ein Jet sollte am Flughafen Bremen stationiert werden, der andere auf dem Flughafen Karlsruhe/Baden-Baden.
Am 23. September 2011 wurde bekannt, dass Flynext vollständig durch Germania übernommen wurde. In der Folge wurde Flynext im Juni 2012 in Germania Express umbenannt. Diesen Namen verwendete die Muttergesellschaft Germania früher zeitweise. Am 1. November 2013 wurde die Betriebserlaubnis ausgesetzt.

## Flotte
Zum Zeitpunkt der Betriebseinstellung bestand die Flotte der Germania Express aus drei Flugzeugen:
- 3 Airbus A319-100 mit den Luftfahrzeugkennzeichen D-ASTA, D-ASTB (betrieben für Gambia Bird) und  D-ASTC